# Circle Pines
Circle Pines és una població dels Estats Units a l'estat de Minnesota. Segons el cens del 2000 tenia 4.663 habitants.

## Demografia
Segons el cens del 2000, Circle Pines tenia 4.663 habitants, 1.697 habitatges, i 1.281 famílies. La densitat de població era de 1.028,8 habitants per km².
Dels 1.697 habitatges en un 39,4% hi vivien nens de menys de 18 anys, en un 62,8% hi vivien parelles casades, en un 8,8% dones solteres, i en un 24,5% no eren unitats familiars. En el 19,8% dels habitatges hi vivien persones soles el 5,2% de les quals corresponia a persones de 65 anys o més que vivien soles. El nombre mitjà de persones vivint en cada habitatge era de 2,75 i el nombre mitjà de persones que vivien en cada família era de 3,19.
Per edats la població es repartia de la següent manera: un 28,1% tenia menys de 18 anys, un 7% entre 18 i 24, un 31,6% entre 25 i 44, un 24,3% de 45 a 60 i un 9% 65 anys o més.
L'edat mediana era de 38 anys. Per cada 100 dones de 18 o més anys hi havia 94,8 homes.
La renda mediana per habitatge era de 60.469 $ i la renda mediana per família de 70.670 $. Els homes tenien una renda mediana de 43.008 $ mentre que les dones 29.837 $. La renda per capita de la població era de 25.438 $. Entorn de l'1,2% de les famílies i el 2,3% de la població estaven per davall del llindar de pobresa.

## Poblacions més properes
El següent diagrama mostra les poblacions més properes.